# Arrondissement de Gerdauen

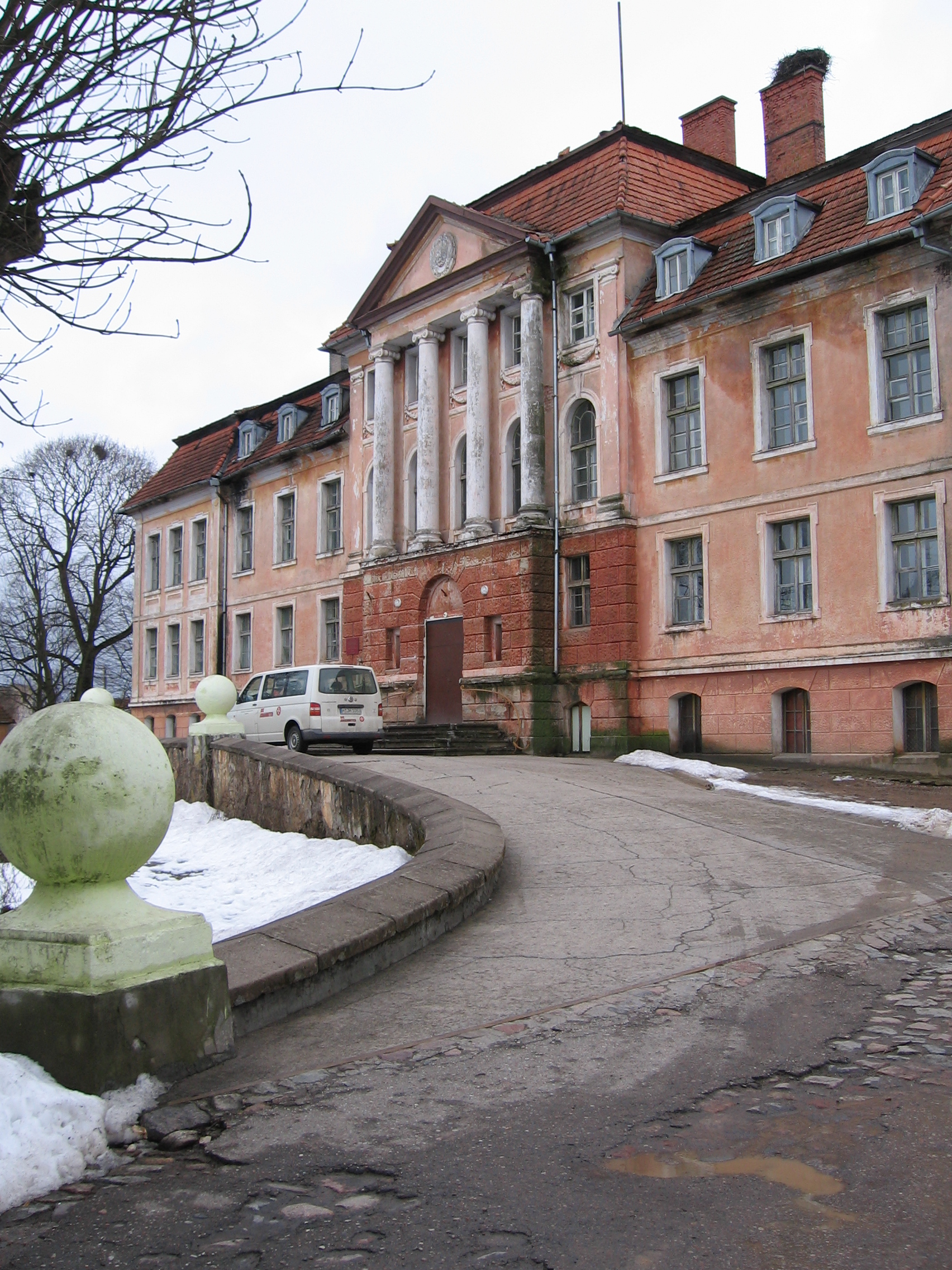
Siège de l'ancienne administration de l'arrondissement de Gerdauen avec son portique tétrastyle

1818–1945
Entités précédentes :
- Royaume de Prusse

Entités suivantes :
- RSFS de Russie (partie nord)
- Pologne (partie sud)

L'arrondissement de Gerdauen (Landkreis Gerdauen) est une ancienne entité administrative territoriale, en plein milieu de la province de Prusse-Orientale, qui exista de 1818 à 1945. Il comprenait au 1er janvier 1945 les deux villes de Gerdauen (aujourd'hui Jeleznodorojony en Russie) et de Nordenburg (aujourd'hui Krylovo en Russie) qui se trouvent désormais dans l'oblast de Kaliningrad (ancienne Königsberg). De plus, l'arrondissement comptait environ soixante-neuf petites communes rurales de moins de deux mille habitants.

## Historique
L'arrondissement est formé le 1er février 1818, à la suite des réformes de l'administration territoriale du royaume de Prusse. Il entre dans le district de Königsberg et fait partie de l'ancienne province de Prusse-Orientale. Il comprend les paroisses d'Aussanen, Barthen, Drengfurth, Gerdauen, Karpowen, Laggarben, Löwenstein, Molthainen, Momehnen, Muldszen, Nordenburg et Wolfsdorf. Gerdauen est le chef-lieu d'arrondissement.
Un changement de limites a lieu le 1er avril 1819, lorsque les paroisses de Barthen, Drengfurth et Groß Wolfsdorf passent à l'arrondissement de Rastenburg (de), tandis que l'arrondissement de Gerdauen obtient les paroisses de Friedenberg et de Groß Schönau qui dépendaient auparavant de l'arrondissement de Friedland (nommé après 1927 arrondissement de Bartenstein). Dix ans plus tard, les provinces de Prusse-Orientale et de Prusse-Occidentale fusionnent pour former une nouvelle province de Prusse qui devient partie du nouvel Empire allemand, ler janvier 1871. Une nouvelle province de Prusse-Orientale, à laquelle l'arrondissement de Gerdauen appartient, naît en 1878 après la scission administrative de la province de Prusse.
Les domaines seigneuriaux sont abolis après la Première Guerre mondiale et donnent donc naissance à de nouvelles entités municipales.
L'arrondissement cesse d'exister juridiquement en janvier 1945, lorsque l'Armée rouge fait son entrée à Gerdauen et repousse l'armée allemande. Dans les mois qui suivent, la population qui n'avait pas encore pris la fuite est expulsée et remplacée par des citoyens d'URSS, surtout des Ukrainiens et des habitants de la Russie centrale, qui avaient particulièrement souffert de l'occupation allemande et des derniers mois de la guerre sur le front de l'est.

## Administrateurs de l'arrondissement
- 1818–183300Dengel
- 1835–184900von Heyking
- 18500000000Friedrich Wilhelm Theodor Dieckmann
- 1851–185200Christian von Arnim (de)
- 1853–185900Gustav von Wrangel (de)
- 1860–186300Leonhard Carl Ludwig Felix von Klinckowström (de)
- 1864–187400Richard von Below (de)
- 1874–188400Friedrich Otto Hermann von Wolffgramm (de)
- 1884–188700Hugo Elbertzhagen[2]
- 1887–190100Clemens von Klinckowstroem
- 1902–192200Julius von Braun (de)
- 1923–192800Friedrich Seemann (de)
- 1928–193300Werner Lufft (de) (SPD)
- 1933–193500Erich Knoepfler
- 1936–193900Wilhelm Casper (de)
- 1939–194400Friedrich Wever

## Personnalités liées à l'arrondissement
- Johannes Neumann (1817-1886), homme politique mort à Posegnick (de).
- Bernhard von Pressentin (1837-1914), homme politique né à Kanothen (de).
- Clemens von Klinckowstroem (1846-1902), homme politique né à Korklack (de).
- Arthur von Klinckowström (1848-1910), général né à Korklack.